# Portlight Strategies
Portlight Strategies — некоммерческая благотворительная организация, базирующейся в Джонс Айленд (Johns Island), Южная Каролина, США, занимающаяся проблемой ураганов и других стихийных бедствий, и предоставляющая помощь для отдаленных групп населения и людей с ограниченными возможностями в природных катаклизмах.

## История
Portlight Strategies была основана в 1997 как организация по оказанию помощи инвалидам и людям с ограниченными возможностями. В 2008 году соучредитель и председатель правления Пол Тиммонс-младший и Патрик Пирсон из Weather Underground участвовали в организации помощи для жертв урагана Айк в Техасе. Это привело к прочному партнерству с Weather Underground и изменению в целях и задачах к ликвидации последствий стихийных бедствий, в частности, помощи для «недостаточно, необслуживаемых или забытых людей», людей с ограниченными возможностями и в сельской местности. Portlight Strategies с тех пор ежегодно организуют сбор средств, называемые relief walks в общинах по всему США, с Weather Underground в качестве партнера. В 2010 году Фонд Кристофера и Даны Рив (Christopher & Dana Reeve Foundation — благотворительная организация, посвященная поиску процедуры и методов лечения паралича, вызванного травмой спинного мозга, и других неврологических расстройств, а также улучшению качества жизни людей, живущих с инвалидностью) награждил Portlight Strategies грантом в $ 21,500 в сотрудничестве с Центрами США по контролю и профилактике заболеваний, чтобы заплатить за модуль развертывания стихийных бедствий для оказания помощи инвалидам в первые две недели после катастрофы.

## Мероприятия по оказанию помощи
Примеры бедствий, в которых Portlight Strategies имеет партнерские отношения с отдельными лицами и группами, чтобы доставить помощь:
- 2005: помощь оставшимся в живых инвалидам после урагана Катрина
- 2008: поставка товаров и услуг более чем на $ 500,000 пострадавшим от урагана Айк, а также пицца для жителей разрушенного полуострова Боливар и спасателей и рождественская вечеринка для жителей Бридж Сити, штат Техас[3][4][8]
- 2010: Помощь оставшимся в живых после землетрясения на Гаити 2010 года, в частности, прочного медицинского оборудования для инвалидов[9][10]
- 2011: помощь оставшимся в живых после торнадо 25-28 апреля 2011 года вспышки в общинах, включая города Араб (Алабама), Кульман (Алабама), Рингголд (Джорджия), Чаттануга (Теннесси), и Бристоль, (Вирджиния), а также торнадо Джоплин и урагана Айрин.